# 東洋廣播

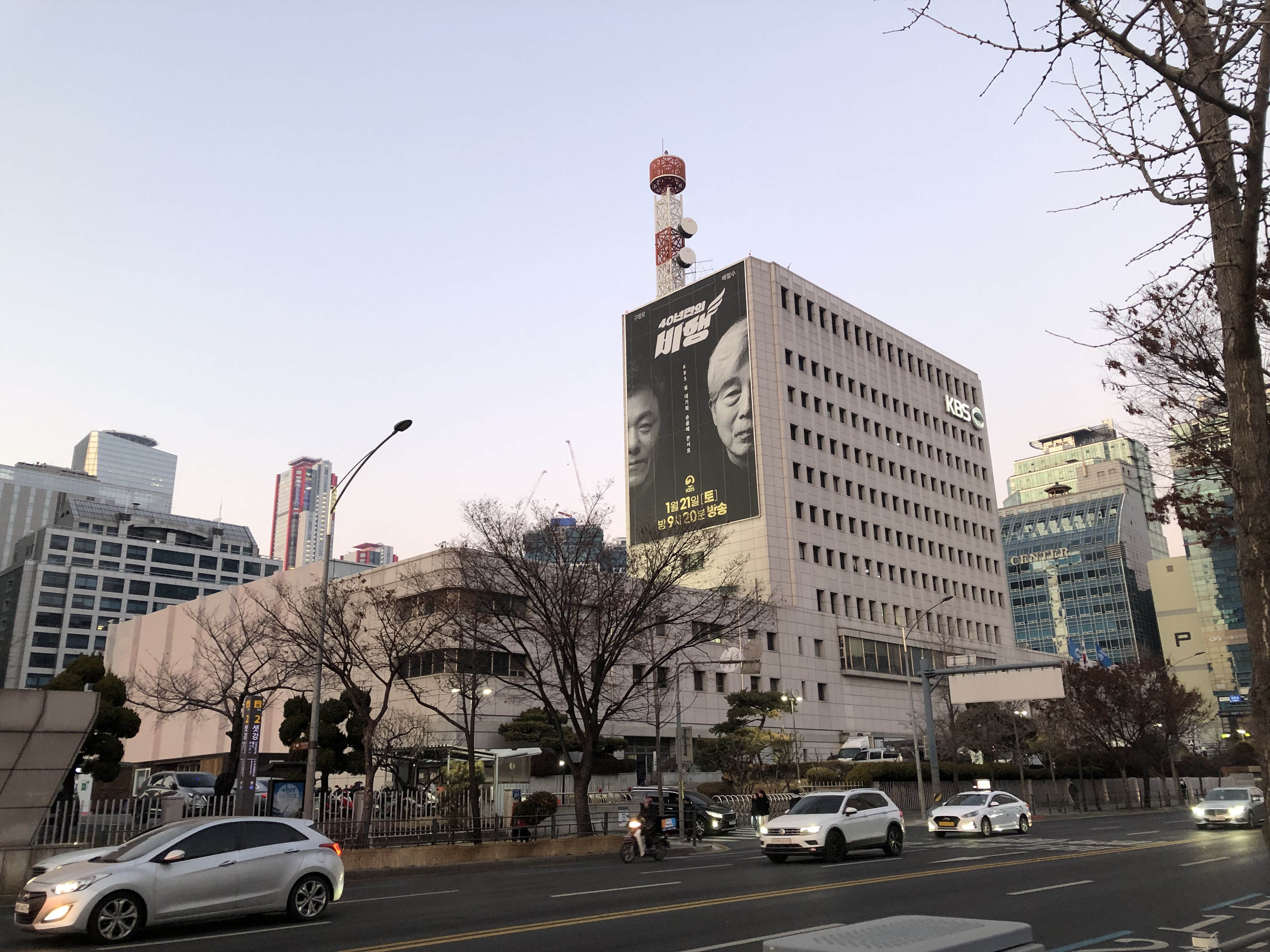
原東洋廣播總部

東洋廣播（英語：Tongyang Broadcasting Company），英文簡稱TBC，是大韓民國一個已不存在的民營廣播電台兼電視台。由韓國大財閥三星集團出資設立。因其電視頻道位于第7頻道，而被漢城（現首爾）市民暱稱為「七番」。

## 历史
1964年12月7日，東洋電視台（DTV）正式開播。三星集團旗下的《中央日报》创刊後改稱“中央电视台”（JBS TV）。可是国营的首爾中央放送局（KBS；現稱韓國廣播公司）抗议，1966年8月15日中央电视台更名成东洋广播（TBS）。东洋广播又与《中央日报》合并，成立“株式会社中央日報・東洋放送”。
東洋廣播營運期間，與文化廣播（MBC）并為韓國很受歡迎的民營電視台。當時，文化廣播播出大量美國動畫，東洋廣播就播出日本動畫予以回擊。然而，由于國軍保安司令全斗焕（後任韓國總統）為鉗制言論自由而實施言論統廢合，韓國電子媒體生態發生巨大改變。1980年11月30日，東洋廣播被關閉，其電視及廣播頻道合并入KBS，成為KBS第2頻道。
2008年，李明博政府通過廣播相關法令增修，開放各大報業集團經營電視業務。在《中央日報》的支持下，TBC得以「復播」，新的電視台將代表《中央日報》的「J」加入名稱，成立綜合編成頻道JTBC。2011年12月1日，JTBC開播，以東洋廣播繼承者自居，開播廣告詞為「復活TBC，誕生JTBC」。

## 關聯條目
- JTBC
- 東亞廣播（東亞日報系列，被合并入KBS）